# Bazarella baikalensis
Bazarella baikalensis är en tvåvingeart som beskrevs av Wagner 2003. Bazarella baikalensis ingår i släktet Bazarella och familjen fjärilsmyggor. Inga underarter finns listade i Catalogue of Life.